# Synagoge (Angenrod)

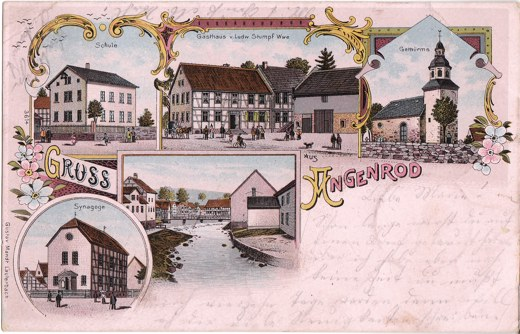
Die Synagoge in Angenrod auf einer Postkarte (unten links)

Die Synagoge in Angenrod, einem Stadtteil von Alsfeld im Vogelsbergkreis in Mittelhessen, wurde 1797 errichtet. Die ehemalige Synagoge stand in der Judengasse.

## Geschichte
Die Gutsherren von Noding hatten für den Synagogenbau ein Grundstück zur Verfügung gestellt. Im Jahr 1861 wurde eine Renovierung und Erweiterung der Synagoge vorgenommen. Bis 1938 wurden in der Synagoge regelmäßig Gottesdienste abgehalten. 
Am 18. September 1940 verkaufte Sally Wertheim als letzter Vorsitzender der jüdischen Gemeinde Angenrod das Synagogengebäude an die Gemeinde Angenrod. Das Gebäude ging 1955 an einen Angenroder Geschäftsmann. Dieser verkaufte das Synagogengebäude 1960 wieder an die Gemeinde Angenrod.   
Im Jahr 1961 wurde das Synagogengebäude abgebrochen.

## Gedenken
Am 20. Oktober 2013 wurde eine Gedenktafel zur Erinnerung an die Synagoge eingeweiht.